# Kay Ganahl

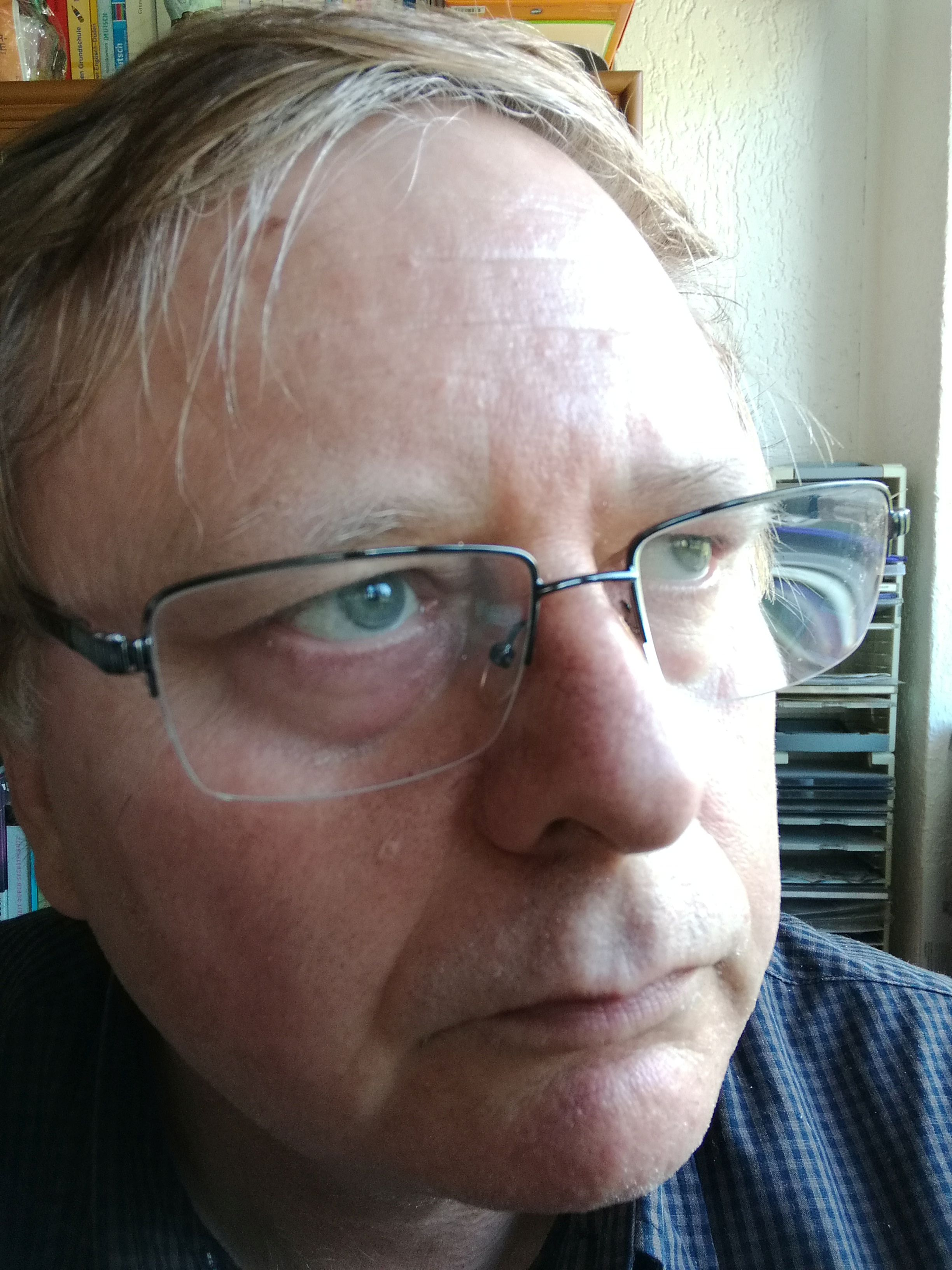
Kay Ganahl, 2020

Kay Ganahl (* 20. Februar 1963 in Hilden) ist ein deutscher Sozialwissenschaftler und Schriftsteller.

## Leben
Ganahl wuchs in Solingen als Sohn eines Hochbauunternehmers auf. Von 1986 bis 1990 studierte er Politikwissenschaft mit Sozialer Arbeit und Psychologie als Nebenfächern in Wuppertal und Duisburg. Er erwarb das Universitätsdiplom in Sozialwissenschaften. In Duisburg war Claus-Ekkehard Bärsch sein Mentor in Politischer Theorie und Ideengeschichte. 
Seit 1994 veröffentlicht Ganahl literarische und wissenschaftliche Einzeltitel in Printform und als E-Book, aber auch kleinere literarische Beiträge in Anthologien und Zeitschriften, darunter Erzählungen, Kurzgeschichten, Gedichte und Romane. Er illustriert die Werke, entwirft Buchcover. Nebenher ist er als bildender Künstler tätig. Teilweise veröffentlicht Ganahl im Selbstverlag und im Internet, außerdem ist er Herausgeber von Büchern und E-Books. Seit 2021 wirkt er an der Herstellung von literarischen Videos mit. Er organisiert und moderiert, liest vor, filmt und führt die digitale Bearbeitung durch. 
Nach eigener Angabe bildet er in seinem Werk unter anderem soziale Problemlagen ab. Macht und Herrschaft werden besonders kritisiert. Er verfasst keine Texte, die unterhalten sollen. Viele Themen werden aus dem Alltag geschöpft. Wissenschaftlich und philosophisch sieht sich Ganahl in der Nähe der Kritischen Theorie. Die Philosophen Herbert Marcuse und Ernst Bloch bilden Schwerpunkte seiner wissenschaftlichen Arbeit. 
Ganahl ist Mitglied im Freien Deutschen Autorenverband/Landesverband Nordrhein-Westfalen. Unter anderem organisiert und moderiert Ganahl dort literarische Veranstaltungen, so das von ihm 2021 begründete digitale Format 60 Minuten – Das literarische Gespräch. Er ist seit 2014 im Vorstand des Landesverbandes in der Funktion des Kommunikationsbeauftragten. Seit 2015 organisiert er alljährlich den Literarischen Wandertag, der in Solingen und anderen Orten mit bis zu zehn Autoren aus Nordrhein-Westfalen und wechselnden Wanderrouten durchgeführt wird. Seit ihrer Gründung wirkt er in der Solinger Autorenrunde mit. Im Jahr 2021 wurde er Mitglied im Freundeskreis Düsseldorfer Buch `75 e.V.; von 2023 bis 2024 war er dort Schriftführer im Vorstand, seit 2024 ist er stellvertretender Vorsitzender. Zudem ist er seit 2023 Redakteur der Vereinszeitschrift Der Gießerjunge. Im Jahr 2022 wurde er Mitglied der Deutschen Schillergesellschaft e. V. in Marbach am Neckar.
Seit dem Jahr 2024 schreibt er als Gastautor Kultur-Artikel für die digitale Zeitung solinger-nachrichten.de

## Veröffentlichungen (Auswahl)
- Sphären des Zersetzenden. Ein Beitrag zur Jaspers-Forschung. Verlag für Wissenschaft und Bildung, Berlin 1994, ISBN 3-86135-007-6
- Triumphierende Gewalt. Gedichte und Geschichten. Wim Snayder Verlag, Paderborn 1995, ISBN 3-930302-16-0
- Ent-täuschender Sex. Gedichte, uräus-Handpresse, Halle/Saale 1995, ISBN 3-00-000720-2
- Der 9. November 1938 – Pogrom in Solingen. Grin Verlag (Self-Publishing), München 2008, ISBN 978-3-638-95710-6
- Kafka – das Judentum, der Zionismus. Grin Verlag (Self-Publishing), München 2008, ISBN 978-3-640-15059-5
- Ein Kinderspiel/kein Kinderspiel. Literarisches zum Thema. (Hrsg.), Shaker Media (Self-Publishing), Aachen 2016, ISBN 978-3-95631-473-5
- Feld der letzten Ernte. Anthologie. Herzsprung-Verlag, Lindau 2018, ISBN 978-3-96074-036-0
- Henrys Wendejahre. Roman eines Werdegangs. Grille Verlag, Uckerland 2019, ISBN 978-3-947598-03-8
- KI Leben Grille Verlag, Uckerland 2025, ISBN 978-3-947598-14-4